# Severino Rigoni
Severino Rigoni (3 de outubro de 1914 — 14 de dezembro de 1992) foi um ciclista italiano que durante seu profissionalismo de 1938 a 1957, participou em competições de ciclismo de pista e estrada. Conquistou a medalha de prata na prova de perseguição por equipes (4,000m) nos Jogos Olímpicos de 1936, em Berlim, competindo por Itália.